# Campylopus liebmannii
Campylopus liebmannii là một loài rêu trong họ Dicranaceae. Loài này được Müll. Hal. Schimp. mô tả khoa học đầu tiên năm 1872.